# John Parry (harpiste)
Pour les articles homonymes, voir John Parry.

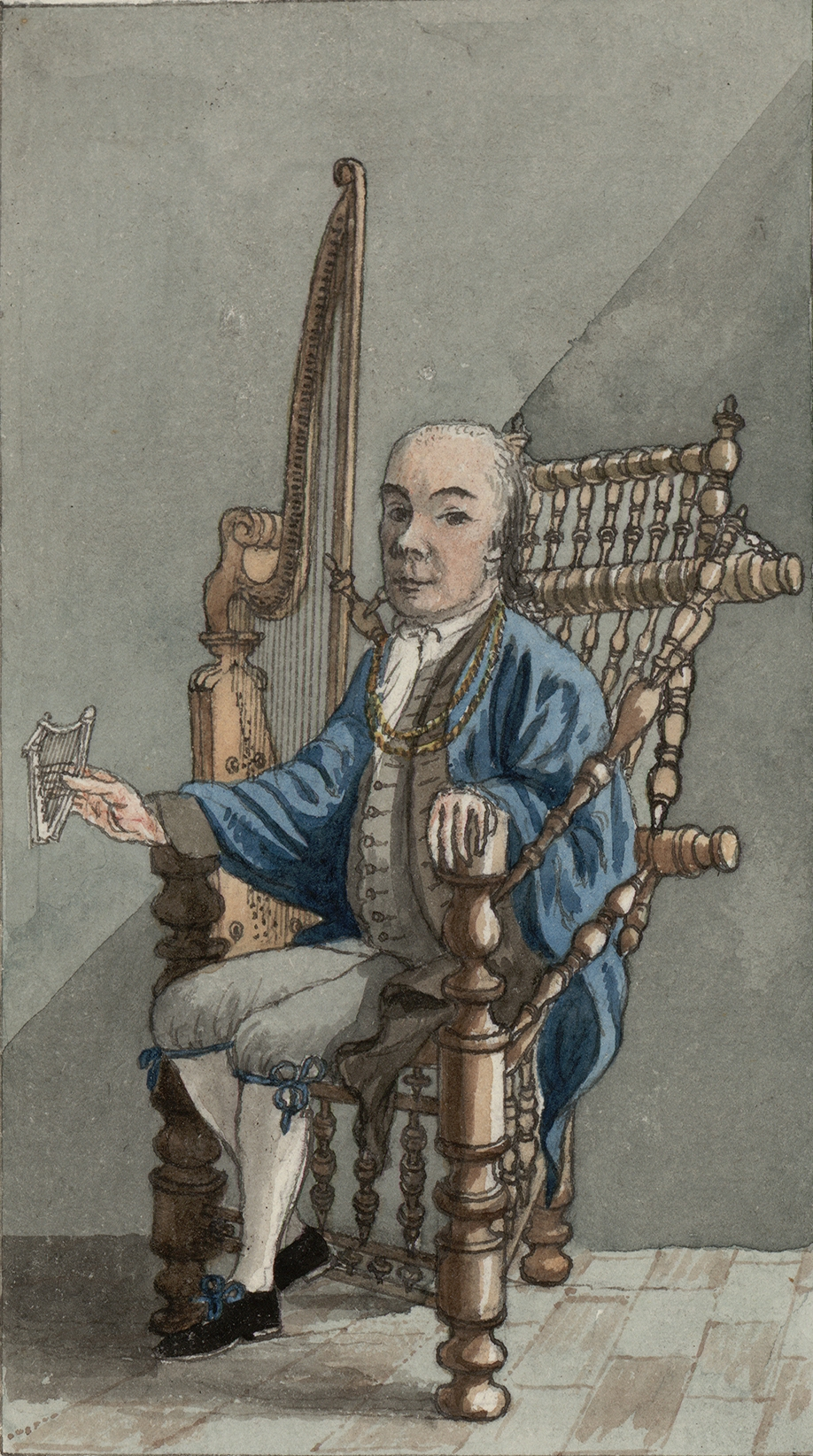
John Parry, d'après le récit de voyage A tour in Wales de Pennant (1781).

John Parry (né Parri Ddall de Rhiwabon vers 1710 sur la péninsule de Llŷn, dans le Caernarfonshire, et mort en octobre 1782 à Ruabon) est un des plus célèbres harpistes du Pays de Galles.

## Biographie
Aveugle de naissance, il fut d'abord adopté par la famille Griffiths, propriétaires du domaine de Cefn Amwlch à Bryn Cynan (Llŷn), qui lui offrirent une harpe traditionnelle. Il entra comme musicien au service de Watkin Williams-Wynn, député et industriel de Ruabon, et s'imposa comme un maître de la musique baroque. Il vécut pour l'essentiel au manoir de Wynnstay mais était souvent invité à donner des concerts dans l'hôtel particulier londonien des Williams-Wynn, où il jouait de la harpe pour l'élite culturelle de la capitale. Parry fut admis comme membre de la Royal Society of Musicians en 1763.
Il inspira en 1757 le poème The Bard à Thomas Gray. On lui attribue souvent la composition de l’Antient British Music (1741), d'abord simplement nommée aria (qu'il aurait dicté à son compatriote Evan Williams), et qui est aujourd'hui mondialement connue sous le titre Deck the Halls with Boughs of Holly. Elle a paru en son temps sous le titre Nos Galan (« Saint-Sylvestre ») dans le recueil Musical and Poetical Relicks of the Welsh Bards (1784) d'Edward Jones.
Parry fut inhumé dans l'église paroissiale de Ruabon le 10 octobre 1782.
Son fils, William Parry (1742–1791), fut un peintre accompli. Plusieurs de ses œuvres, dont quelques portraits de son père, sont aujourd'hui exposés au Musée national de Cardiff.